# Каролина Оранская
Каролина Оранская, принцесса Нассау-Дицская (нем. Karoline Prinzessin von Oranien-Nassau-Diez; 28 февраля 1743, Леуварден — 6 мая 1787, Кирхгаймболанден) — принцесса Оранская, княгиня Нассау-Вейльбургская.

## Биография
Каролина — дочь Вильгельма IV Оранского и Анны Ганноверской, дочери короля Великобритании Георга II. Принцесса отличалась музыкальными талантами, хорошо пела и играла на фортепьяно. В 1765 году в Гааге для неё играл Вольфганг Амадей Моцарт, который посвятил ей также шесть фортепьянных сонат.

## Потомки
В соответствии с желанием почившей матери 5 марта 1760 года в Гааге Каролина вышла замуж за князя Карла Кристиана Нассау-Вейльбургского (1735—1788), сына Карла Августа Нассау-Вейльбургского. У супругов родились:
- Георг (1760—1762)
- Вильгельм (1761—1762)
- Августа Мария Каролина (1764—1802), монахиня Кведлинбургского и Херфордского монастырей
- Луиза (1765—1837), замужем за Генрихом XIII Рейсс-Грейцским (1747—1817)
- дочь (1767)
- Фридрих Вильгельм (1768—1816), князь Нассау-Вейльбургский, женат на Луизе Сайн-Гахенбургской
- Каролина (1770—1828), замужем за принцем Карлом Людвигом Вид-Рункельским (1763—1824)
- Карл (1772)
- Карл (1775—1807)
- Амалия (1776—1841), замужем за князем Виктором II Ангальт-Бернбург-Шаумбург-Хоймским, затем за бароном Фридрихом Штайн-Либенштайн-Бархфельдским
- Генриетта (1780—1857), замужем за Людвигом Вюртембергским (1756—1817)